# Jászberény
Het stadje Jászberény (Duits: Jaßbring)  ligt in Hongarije in het comitaat Jász-Nagykun-Szolnok, en ligt 50 km ten noorden van Szolnok en op 94 km ten oosten van Boedapest. Jászberény ligt aan de Zagyva-rivier.
In het stadje staat aan de Hatvani utca de franciscanenkerk, oorspronkelijk gotisch, in de 18e eeuw omgebouwd in barokstijl.
Op de Lehel Vezer tér ziet men gebouwen in zowel barokke als classicistische stijl. De meeste aandacht gaat uit naar het Jazygen-museum (Jász Múzeum). De naam Jazygen (Jász) wijst naar de 13e eeuw toen deze volksstam uit Azië zich hier vestigde. Jászberény geldt als de onofficiële hoofdstad van de streek Jászság.
Veel namen van dorpen in deze streek beginnen met Jász. Deze volksstam heeft zich hier in deze streek gevestigd in de 13e eeuw, ten oosten van de lijn Boedapest - Szolnok en ten westen van de Tisza. 
De taal van de Jász was verwant aan het Ossetisch en stierf in Hongarije in de 17e eeuw uit.
In het museum wordt als waardevolle schat een hoorn van ivoor bewaard, een Byzantijns werk uit de 8e eeuw, waaraan een legende (mythe) is verbonden.

## Zustersteden
- Yazd, Iran
- Vechta, Duitsland
- Sedalia, USA
- Conselve, Italië
- Sucha Beskidzka, Polen

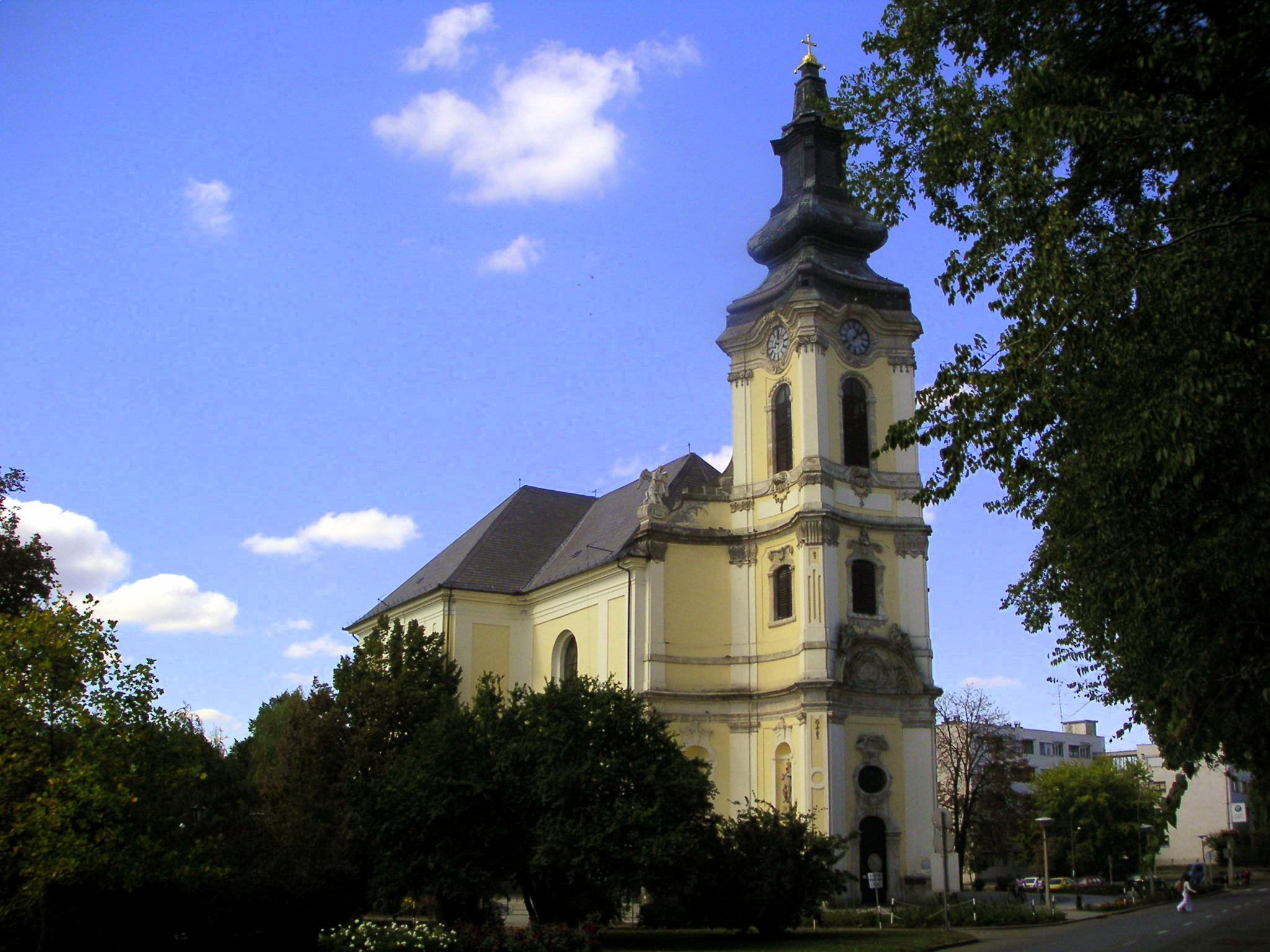
kerk in centrum
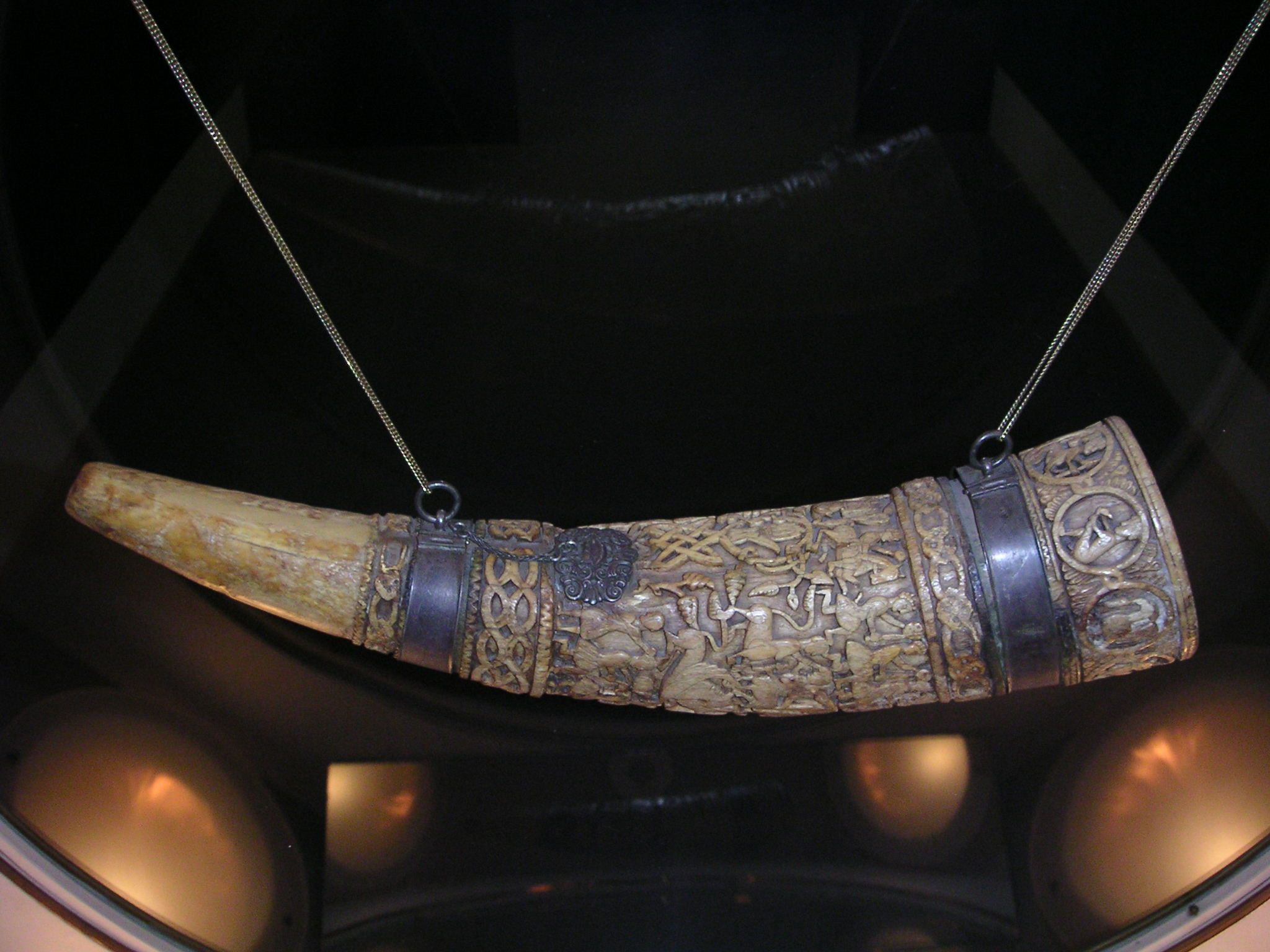
De hoorn van Lehel zoals bewaard in Jászberény